# Thomas Pesquet
Thomas Pesquet (Ruan, Normandía; 27 de febrero de 1978) es un ingeniero aeroespacial, piloto y astronauta francés. Pesquet fue seleccionado candidato para ser astronauta en mayo de 2009, y completó su entrenamiento en noviembre de 2010. Desde noviembre de 2016 hasta junio de 2017, estuvo a bordo de la Estación Espacial Internacional como miembro de la Expedición 50 y la Expedición 51.

## Vida personal
Pesquet nació en Ruan, Francia y considera Dieppe su ciudad natal. Es el menor de dos hermanos. Pesquet es cinturón negro en judo y sus deportes favoritos son el baloncesto, correr, nadar y el Squash. Además, es un entusiasta de las actividades al aire libre y de la aventura, disfruta de la bicicleta de montaña, kite surf, vela, esquí y alpinismo. También tiene una amplia experiencia (y posee licencias avanzadas) en el buceo y el paracaidismo. Sus otros intereses incluyen viajar, tocar el saxofón y la lectura.

## Educación
Pesquet se graduó en el Lycée Pierre Corneille en Rouen, Francia, en 1998.
En 2001, recibió una maestría en el École nationale supérieure de l'aéronautique et de l'espace en Toulouse, Francia, con especialización en sistemas espaciales y mecánicos de vehículos espaciales.
Pasó sus últimos años antes de la graduación en la Escuela Politécnica de Montreal, Canadá, como estudiante de intercambio.
Pesquet se graduó de la escuela de vuelo de Air France en 2006. 
Habla francés, inglés, español, alemán y ruso.

## Carrera

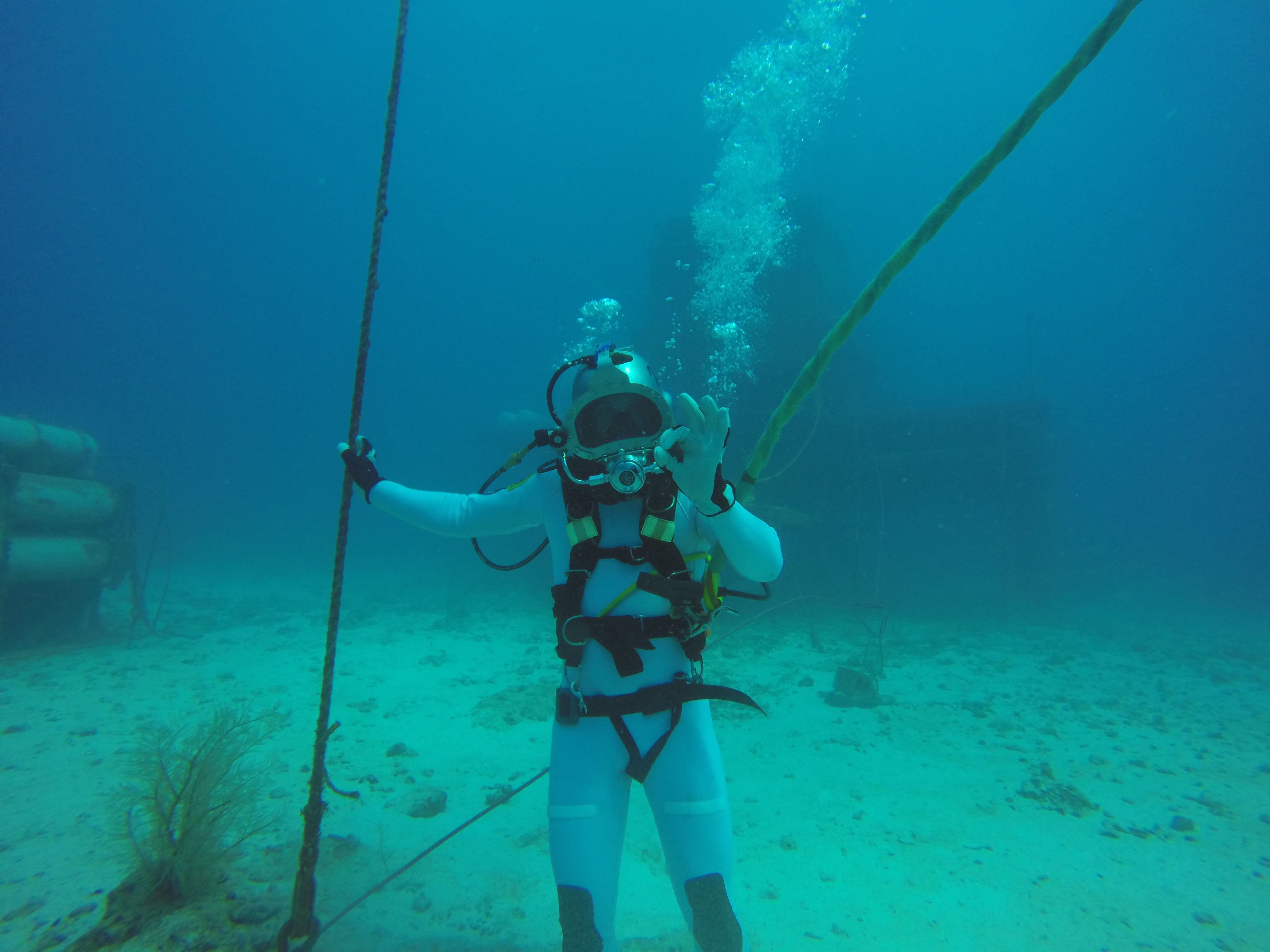
Pesquet entrenando para la misión NEEMO 18.

Desde octubre de 2001, Pesquet trabajó como ingeniero de dinámica de vehículos espaciales en misiones de teledetección para GMV en Madrid, España.
Entre 2002 y 2004, Pesquet trabajó en la agencia espacial francesa, CNES, como ingeniero de investigación en las misiones espaciales autonomía. Desde finales de 2002, era un representante del CNES en CCSDS, el Comité Consultivo para los Sistemas de Datos Espaciales, trabajando en el tema del apoyo entre las agencias espaciales internacionales.
Como piloto privado, fue seleccionado en 2004 para el programa de entrenamiento de vuelo de Air France. Luego pasó a convertirse en un piloto comercial de la aerolínea francesa, donde comenzó a volar el Airbus A320 en 2006. Ha registrado más de 2000 horas de vuelo en varios aviones comerciales, y ha sido calificado como instructor de vuelo para el A320 y como instructor de Gestión de Recursos de la Tripulación.
Pesquet fue seleccionado por la Agencia Espacial Europea (ESA) para ser astronauta en mayo de 2009. Se unió a la ESA en septiembre de 2009 y completó con éxito el entrenamiento para ser astronauta en noviembre de 2010.
El 10 de junio de 2014, la NASA anunció que Pesquet serviría como buzo a bordo del laboratorio submarino Aquarius durante la misión NEEMO 18, que comenzó el 21 de julio de 2014 y duró nueve días.
En 2014 Thomas fue elegido por la ESA para una misión de seis meses en la Estación Espacial Internacional a partir de diciembre de 2016. Thomas fue también el astronauta suplente del astronauta de la ESA Andreas Mogensen, que voló a la Estación Espacial Internacional durante un vuelo de 10 días en septiembre de 2015.
Pesquet formó parte de la tripulación de la Soyuz MS-03 que fue lanzada desde el cosmódromo de Baikonur el 17 de noviembre de 2016. Llegó a la Estación Espacial Internacional el 19 de noviembre de 2016, donde permaneció durante 6 meses formando parte de las Expediciones 50 y 51. Su llegada marca el inicio de la misión 'Proxima' de la Agencia Espacial Europea que incluye medio centenar de experimentos y que ha sido nombrada siguiendo la tradición de los astronautas franceses de nombrar sus misiones como estrellas o constelaciones, en este caso el origen del nombre de la misión es la estrella Próxima Centauri.
El 13 de enero de 2017 Thomas Pesquet realizó junto con el americano Shane Kimbrough su primer paseo espacial, finalizando con éxito todas las tareas de sustitución de baterías de Níquel por nuevas baterías de ion-Litio en menos tiempo del planificado.
En 2021, Pesquet ha vuelto a la Estación Espacial Internacional siendo parte de la tripulación de la Crew-2 de SpaceX como especialista de misión.
Pesquet es el miembro más joven del Cuerpo Europeo de Astronautas.